# Piper rovirosae
Piper rovirosae är en pepparväxtart som beskrevs av C. Dc.. Piper rovirosae ingår i släktet Piper och familjen pepparväxter. Inga underarter finns listade i Catalogue of Life.